# Sierra de Orihuela
La sierra de Orihuela es una alineación montañosa situada entre el límite meridional de la provincia de Alicante y el extremo oriental de Murcia. Pertenece a la comarca del Bajo Segura, en particular a los términos municipales de Orihuela y Santomera.

## Geología
Se encuentra enclavada dentro del dominio bético. Junto con la sierra de Callosa forma una alineación montañosa compuesta por bloques de calizas dolomíticas del triásico, que emergen aisladas en medio de la llanura aluvial. Sus formas son abruptas y muy fragmentadas. Desde la antigüedad, estos montes han sido objeto de la actividad minera, siendo frecuentes los pozos y galerías que todavía podemos encontrar. Fundamentalmente, junto con algunas explotaciones de yesos y calizas abandonadas en la actualidad, se extraían minerales de hierro y en unos pocos lugares oro nativo. 

## Orografía
La Altura Máxima es de 634 m y algunos de sus picos son la Muela, Pico de la Cruz de la Muela (465 m), Pico del Cuervo y Pico del Águila(609 m).
Toda la sierra presenta numerosas oquedades, abrigos y cuevas de desarrollo variable, lo que le confiere al abrupto paisaje una cierta singularidad y belleza geomorfológica.

## Climatología
Toda la zona está sometida a una elevada insolación en los meses de verano. Este factor, junto con las escasas precipitaciones, dificulta la existencia de fuentes y cursos de agua permanentes. Tan solo la fuentes de San Cristóbal puede contener algo de agua tras lluvias importantes.

## Flora y fauna
Entre su flora destacan manchas de pinar de repoblación y abundantes especies rupícolas con algunos endemismos. Algunos de ellos son el Pinar de San Cristóbal, el Pinar de Bonanza o la falda y ladera trasera de la sierra.
Está declarada Lugar de Importancia Comunitaria (LIC), y existen a lo largo de dicha sierra varias microrreservas de flora autóctona de gran importancia.
Entre la fauna existente destaca la presencia del águila real y en mayor medida del búho real, siendo también el hábitat del lirón careto.

## Historia
Se han encontrado enterramientos de 5000 años de antigüedad en la Cueva de las Muelas.

## Bien de interés cultural
La parte situada en el municipio de Santomera fue declarada Bien de Interés Cultural con categoría de sitio histórico.